# Luke McCullough
Luke McCullough (ur. 15 lutego 1994 w Portadown) – północnoirlandzki piłkarz występujący na pozycji obrońcy w angielskim klubie Doncaster Rovers oraz w reprezentacji Irlandii Północnej. Wychowanek Manchesteru United, w swojej karierze grał także w Cheltenham Town. Znalazł się w kadrze na Mistrzostwa Europy 2016.